# Miltochrista rosea
Miltochrista rosea là một loài bướm đêm thuộc phân họ Arctiinae, họ Erebidae.